# Franz Schehl
Franz Schehl (* 20. Januar 1898 in Wien; † 9. Mai 1956 in Portsmouth, Rhode Island) war ein österreichischer Althistoriker.

## Leben
Franz Schehl, der Sohn eines Bürgerschuldirektors, besuchte das Gymnasium in Wien und Graz, diente im Ersten Weltkrieg als Soldat und studierte anschließend Geschichte in Graz, wo er am 6. Februar 1925 zum Dr. phil. promoviert wurde. Seit dem 1. Januar 1927 war er wissenschaftliche Hilfskraft am Althistorischen Seminar in Graz, 1929 habilitierte er sich an der Universität Graz für Alte Geschichte. 1932 erhielt er einen Lehrauftrag, um die bis dahin von Otto Cuntz vertretene Lehrkanzel für römische Altertumskunde fortzuführen. 1934 richtete die Fakultät einen vergeblichen Antrag an das Ministerium, ihn zum besoldeten Extraordinarius zu machen. Zum 1. Oktober 1936 wurde er als außerordentlicher Professor für Geschichte des Altertums und der griechischen und römischen Altertumskunde und Epigraphik in Nachfolge von Wilhelm Enßlin auf den vormaligen Lehrstuhl für Alte Geschichte und Altertumskunde ebendort berufen.
Nach dem Anschluss Österreichs klassifizierten die Nationalsozialisten Schehl, obwohl Katholik,  als „jüdischen Mischling ersten Grades“ und versetzten ihn im April 1938 in den Ruhestand. Unter dem Eindruck der Novemberpogrome bereitete er im Winter 1938 seine Emigration vor. Von 1939 bis 1940 hielt er sich als Gastdozent an der Bristol University auf. Im April 1940 zog er in die USA und änderte seinen Namen zu Francis W. Schehl. Ab 1941 leitete er das Classics Department an der Priory School in Portsmouth (Rhode Island). Von 1944 bis 1945 arbeitete er außerdem für das Office of Strategic Services.
Nach dem Ende des Zweiten Weltkriegs bot die Universität Graz Schehl die Rückkehr auf seine alte Stelle an, aber er lehnte aus unbekannten Gründen ab. Er lehrte weiterhin an der Priory School und veröffentlichte kleinere Aufsätze. 1941 wurde er in die American Philological Association aufgenommen. Er starb am 9. Mai 1956.
Am 24. Oktober 2023 wurde vor dem Hauptgebäude der Universität Graz auch ein Stolperstein für Franz Schehl verlegt. Die Stolpersteine gehen auf eine Initiative des deutschen Künstlers Gunter Demnig Mitte der 1990er-Jahre zurück.

## Schriften (Auswahl)
- Die römischen Stadtbefestigungsinschriften der Kaiserzeit bis zur Regierung Diocletians. Graz 1925 (Dissertation).
- Ein archistratos des praefectus Aegypti Valerius Eudaemon. In: Jahreshefte des Österreichischen Archäologischen Instituts 24 (1927), S. 95–106.
- Untersuchungen zur Geschichte des Kaisers Antoninus Pius. In: Hermes 65 (1930), S. 177–208.
- Zum korinthischen Bund vom Jahre 338/37 v. Chr. In: Jahreshefte des Österreichischen Archäologischen Instituts 27 (1931), S. 115–145.
- The Survival of the Classical Languages. In: The Classical Weekly 41 (1948), S. 134–138.
- Darius’ Letter to Gadatas. In: American Journal of Archaeology 54 (1950), S. 265 (Vortragszusammenfassung).
- The Date of Hermogenes the Architect. In: American Journal of Archaeology 55 (1951), S. 152 (Vortragszusammenfassung).
- Probouleutic Commissioners in Miletus during the Hellenistic Period. In: Transactions and Proceedings of the American Philological Association 82 (1951), S. 111–126.
- On an Inscription from Phistyon in Aetolia (SB Berlin 1936, 367 ff.). In American Journal of Archaeology 56 (1952), S. 9–19.
- On the Epinicus Inscription from Didyma. In: American Journal of Archaeology 58 (1954), S. 13–26.